# Desa Pangkah (administrativ by i Indonesien, lat -6,98, long 109,16)
Desa Pangkah är en administrativ by i Indonesien.   Den ligger i provinsen Jawa Tengah, i den västra delen av landet, 270 km öster om huvudstaden Jakarta.